# Santo Antônio do Canaã
Santo Antônio do Canaã é um distrito do município de Santa Teresa, no Espírito Santo. O distrito possui  cerca de 1 500 habitantes e está situado na região norte do município.